# Émilienne Morin
Pour les articles homonymes, voir Morin.
Émilienne Léontine Morin, née le 28 octobre 1901 à Angers (Maine-et-Loire, France) et morte à Quimper le 14 février 1991, est une sténodactylographe, anarcho-syndicaliste française, compagne de Buenaventura Durruti,.
En 1936, elle participe, au sein de la colonne Durruti, à la guerre d'Espagne. Elle est alors surnommée « Mimi-FAI » du nom de la Fédération anarchiste ibérique (FAI),.

## Biographie
Fille d'Étienne Morin, militant anarcho-syndicaliste, Émilienne Morin fréquente très jeune les milieux révolutionnaires et est active au sein des Jeunesses syndicalistes.
En 1916, elle est la secrétaire du journal pacifiste et antimilitariste, Ce qu’il faut dire fondé par Sébastien Faure et Mauricius pour s'opposer au « Manifeste des Seize ».
En 1924, elle se marie avec le militant libertaire italien Mario Cascari dont elle divorce rapidement.

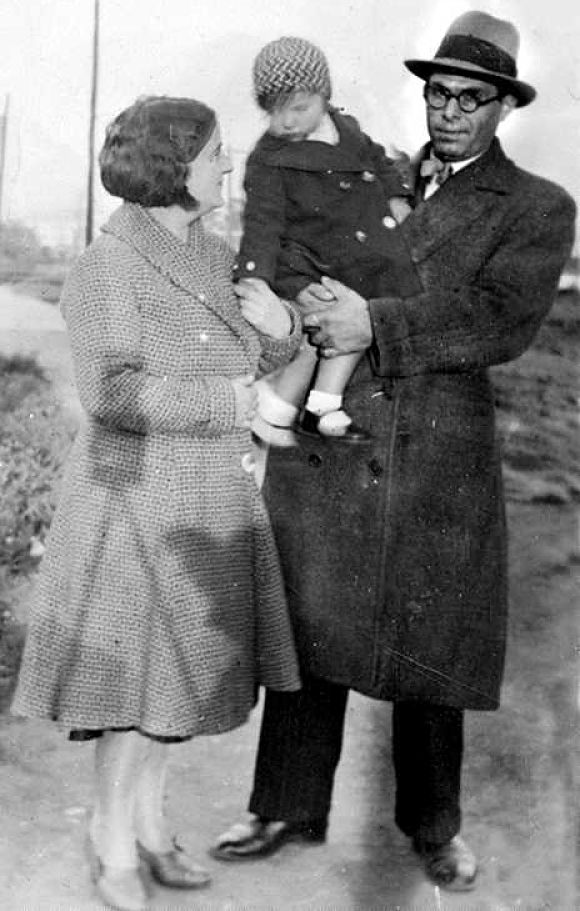
Avec Durruti et leur fille Colette en février 1936 à Barcelone.

Le 14 juillet 1927, elle rencontre Buenaventura Durruti à la Librairie internationale anarchiste de Paris. Elle devient sa compagne jusqu'à sa mort.
En juillet 1927, Durruti est expulsé en Belgique et Émilienne abandonne son emploi de sténodactylographe pour le rejoindre à Bruxelles où vivent alors de nombreux anarchistes espagnols dans une semi-clandestinité. Elle y rencontre notamment, au début de 1928, Lola Iturbe.
Le jeune couple mène une vie difficile. Il arrive qu'elle travaille alors que son compagnon est au chômage et s'occupe des tâches ménagères,.
En 1931, ils rejoignent l'Espagne où la Seconde République vient d’être proclamée. Elle participe alors aux activités et aux publications de la Confédération nationale du travail.
Le 4 décembre 1931 nait leur fille, Colette Durruti qu'Émilienne Morin élèvera quasiment seule, avec l'aide d'une amie faisant office de nourrice, Teresa Margaleff, compte-tenu des nombreuses absences et emprisonnements de Durutti.
Lors de la révolution sociale espagnole de 1936, Émilienne rejoint la colonne Durruti sur le front d’Aragon,. Dès le mois d'août, elle est parmi les administrateurs du quartier général de la colonne, dont elle est la responsable du service de presse.
Le 20 novembre 1936 Durruti est tué sur le front de Madrid. Émilienne est présente à son enterrement, le 23 novembre à Barcelone.
Elle rentre en France en 1937 et mène campagne, par la plume et par la parole, en faveur des révolutionnaires espagnols.
Elle collabore à la Solidarité internationale antifasciste (SIA) animée par Louis Lecoin et Nicolas Faucier (notamment pour récolter des fonds et de l’aide pour les réfugiés espagnols internés dans les camps du sud de la France), ainsi qu’au journal Le Libertaire, organe de l'Union anarchiste, dans lequel elle publie ses souvenirs du front en juillet 1938.
Après la guerre, elle garde des liens étroits avec nombre de réfugiés libertaires espagnols.

### Iconographie
- Durruti et Émilienne Morin sur le front d'Aragon, Buenaventura Durruti : de la révolte à la révolution, Itinéraire : une vie, une pensée, no 1, juin 1987, page 41.

## Sources
- Dictionnaire biographique, mouvement ouvrier, mouvement social : notice biographique.
- Dictionnaire des anarchistes, « Le Maitron » : notice biographique.
- Dictionnaire international des militants anarchistes : notice biographique.
- L'Éphéméride anarchiste : notice biographique.
- Institut international d'histoire sociale (Amsterdam) : archives.
- (ca) Estel Negre : notice biographique et photos.